# 특수사건 전담반 TEN 2
《특수사건 전담반 TEN 2》는 OCN에서 2013년 4월 14일부터 2013년 6월 30일까지 방영된 드라마이다.

## 등장 인물

### 주요 인물
- 주상욱 : 여지훈 역 - 특수사건 전담반 텐의 팀장
- 김상호 : 백도식 역 - 특수사건 전담반 텐 소속 형사
- 조안 : 남예리 역 - 특수사건 전담반 텐 소속 프로파일러
- 최우식 : 박민호 역 - 특수사건 전담반 텐 소속 형사
- 윤지혜 : 서유림 역 - 부검의. 여지훈과는 친구사이
- 최범호 : 정우식 국장 역 - 특수사건 전담반 텐을 결성

### 그 외 인물
- 우상전 : 대전테이프살인사건 형사 역
- 김호영 : 정윤수 역 - 정희주의 아버지, 前 경찰청장
- 박혜진 : F사건 첫 번째 피해자 문혜진의 어머니 역
- 곽민석 : 경찰청 내사과 팀장 역
- 김민경 : 정희주의 어머니 역
- 심우창 : 심우창 역 - 경찰총장
- 권오진 : 형사 역
- 조우진 : F사건 두 번째 피해자 송미주 사건 담당 형사 역
- 손선근 : 박민호의 아버지 역
- 강필석 : 경찰청 내사과 직원 역
- 김진태
- 이태형
- 김미준 : 슈퍼 주인 역
- 김아미
- 정다운
- 김보빈
- 윤지영
- 이은채
- 손영순 : F사건 세 번째 피해자 최현정의 할머니 역
- 이소윤 : 정희주 역 - 여지훈의 여자친구
- 신소현
- 이승찬
- 이미은 : 박 기자 역
- 유지현 : 김민희 역 - 송경미의 동생
- 정재진 : 목사 역
- 유재현 : 렌터카업체 직원 역
- 민대식
- 정명준 : 의사 역
- 홍광표
- 김인숙
- 정은성
- 이희숙
- 전헌태 : 피해자상담센터 센터장 역
- 한명구 : 강윤구(김삼길) 역 - 경찰대학 행정학과 교수, 여지훈의 스승
- 유하복 : 정남수 역
- 오승윤 : 심이호 역 - 경찰대학 대학생, 여지훈의 대학 후배
- 김선화 : 술집 마담 역
- 근해
- 봉두개 : 교도관 역
- 오순태 : 정남수의 감방동기 역 - 카센터 직원
- 심태선 : 부동산 업자 역
- 단강호 : 교도관 역
- 박진수
- 이준희 : 장례식에 참석한 강윤구의 제자 역
- 김상일
- 이미경
- 강문경 : 보호관찰관 역
- 김성연
- 유용범
- 박상용
- 김지수
- 서유림
- 이가돈 : 양승만 역
- 현성 : 강종윤 역 - 살인사건 용의자
- 김현균 : 이선호 역 - 홍정임의 남편
- 이용직 : 임민섭 역 - 임도술의 동생
- 유재명 : 심부름센터 사장 역
- 민영 : 김은주 역 - 강종윤의 부인
- 최홍일 : 임도술 역 - 일가족 살인사건의 피해자
- 김성윤
- 이도현 : 강종윤에게 대리 베팅을 해달라는 남자 역
- 최대성 : 애꾸 역 - 백두식의 정보원
- 강인아
- 차상미 : 도박중독자가족모임센터 직원 역
- 유재훈 : 형사 역
- 장문규
- 손흥민
- 서민경
- 김효명
- 장지혜
- 정세환
- 권지민
- 이현주
- 황금희 : 홍정임 역 - 이선호의 부인
- 설지윤 : 양현숙 역 - 홍정임을 아는 여자
- 소희정 : 김 여사 역 - 사채업자
- 이진화 : 양현숙의 남편 역
- 김남호
- 정수인
- 홍기준 : 실종신고 담당경찰 역
- 임지영
- 유기태 : 강종윤의 前 직장동료 역
- 조용상
- 조재호 : 정신병원 원장 역
- 강성민 : 도성규 역
- 정소영 : 양선화 역 - 성재민의 부인
- 유상재 : 성재민 역 - 변호사
- 최우리
- 조련
- 윤서진 : 성재민의 비서 역
- 김명중 : 강도살인사건 담당형사 역
- 전신환
- 양재희 : 일식집 사장 역
- 정현태
- 김재흠 : 중국집 사장 역
- 최철규 : 상가 CCTV 관리자 역
- 황규환
- 유필란
- 김명일 : 성재민 측 변호사 역
- 최재웅 : 신영근 역 - 화학과 교수, 이소정의 남편
- 정혜성 : 배서연 역 - 신영근의 제자, 대학원생
- 이해인 : 김민정 역 - 신영근의 제자, 대학원생
- 서한결
- 문경민 : 문장 분석가 역
- 신동훈 : 성형외과 의사 역
- 문채성
- 정수인 : 가방 매장직원 역
- 진영범 : 이소정 실종사건 담당형사 역
- 이정수
- 육미라 : 슈퍼 주인 역
- 김용진 : 화학과 조교 역
- 유재동
- 권나연
- 권정현
- 홍성민
- 지준혁
- 이희진 : 송화영 역 - 재즈카페 가수, 시각 장애인
- 장원영 : 박은수 역 - 최초 신고자
- 송유하 : 강진욱 역 - 재즈카페 웨이터
- 장인섭 : 김윤석 역
- 김태현
- 정재훈 : 최동현 역 - 재즈카페 웨이터
- 임해열 : 방정훈 역 - 주방장
- 한성용
- 이진혁
- 김경준
- 오승찬 : 경찰 역
- 여승호
- 임승대 : 김주철 역 - 개인택시기사, 이지수의 남편
- 강기화 : 이지수 역 - 김주철의 부인
- 민성욱 : 장석범 역 - 빈집털이범
- 최교식 : 싹쓸이 역 - 전직 빈집털이범
- 송영학 : S Bar 사장 역
- 김나미 : 약사 역 - 황성민을 S Bar를 통해 만난 여자
- 김도신
- 이승아
- 김대현
- 박승현
- 이현주
- 지서윤 : 김민선 역 - 외과전문의
- 오은호 : 오현주 역 - 룸살롱 운영
- 김영무 : 이종훈 역 - 김민선의 남편, 외과과장
- 오현철 : 박준영 역 - 박순영의 남동생
- 박지은
- 김선미
- 오지연 : 선생님 역
- 유예원
- 정성일 : 교생선생님 역
- 박상민
- 최리호
- 이석호 : 감식반 역
- 배수백
- 이무생 : 지진혁 역
- 이준혁 : 뺑소니전담 형사 역
- 허선행
- 노수정
- 김일구
- 고희기
- 이치형
- 이세랑 : 사회복지사 역
- 김규환
- 함진성 : 내사과 형사 역
- 안성건
- 임태호
- 배기범 : 부동산 중개업자 역
- 김지연
- 박정빈
- 나규봉 : 경찰 역
- 유미란 : 술집 마담 역
- 손강국
- 윤정아
- 오진하
- 손정림
- 신서경
- 박문아 : 류미호를 아는 학생 역
- 홍승모
- 유정호 : 나이트클럽 직원 역
- 박정길
- 이승찬 : 형사 역
- 이현국
- 전수연

### 아역
- 김소은 : 강종윤의 딸 역
- 이수현
- 윤정은 : 백도식 맞선녀의 딸 역
- 정소연
- 이유미 : 어린 오현주 역
- 이민주
- 김형주 : 박순영 역
- 이윤희

### 특별출연
- 예수정 : F사건 세 번째 피해자 최현정의 어머니 역 (1~2화)
- 박병은 : 송경태 역 - 송미주의 친오빠 (1~3화, 12화)
- 윤예희 : 김순애(사라 킴) 역 (3화)
- 이현경 : 최상희 역 - 백도식의 맞선녀 (6화)
- 김용명 : 반달 역 - 권투도장 관장, 백도식의 정보원 (6화)
- 이선진 : 신영근의 동료 교수 역 - 여지훈의 지인 (7화)
- 장남열 (8화)
- 최송현 : 윤서현 역 - 역학조사 임시본부 팀장 (9화)
- 성지루 : 마석기 역 - 내사과 형사 (11화, 12화)

### 우정출연
- 이두일 : 강윤구 교수의 단골 구두수선집 사장 역 (3화)

## 제작진
- 기획 : 최진희, 박지영
- 기획총괄 : 박호식
- 기획프로듀서 : 김동현, 함승훈
- 제작 : 배한천
- 프로듀서 : 김미숙
- 촬영 : 최순기, 김민우
- 조명 : 이종석
- 작가 : 신소희, 윤희정, 이은영
- 스토리 : 채윤석, 조록환
- 극본 : 이승영, 조록환, 안영수, 신재형
- 윤색 : 이재곤
- 연출 : 이승영
- 기획 : OCN
- 제작 : MBC C&I

## 방영 목록
| 2013년 | 2013년   | 2013년                 | 2013년         | 2013년         | 2013년 |
| 회차   | 방송일자 | 제목                   | 극본           | 각색           | 연출   |
| ------ | -------- | ---------------------- | -------------- | -------------- | ------ |
| 1화    | 4월 14일 | 언더스탠드 Part.1      | 이승영, 조록환 | 이재곤         | 이승영 |
| 2화    | 4월 21일 | 언더스탠드 Part.2      | 이승영, 조록환 | 이재곤         | 이승영 |
| 3화    | 4월 28일 | 마지막 수업            | 이재곤         | 빈칸           | 이승영 |
| 4화    | 5월 5일  | 중독자 Part.1          | 안영수         | 빈칸           | 이승영 |
| 5화    | 5월 12일 | 중독자 Part.2          | 안영수         | 빈칸           | 이승영 |
| 6화    | 5월 19일 | 모딜리아니의 여인      | 신소희         | 빈칸           | 조록환 |
| 7화    | 5월 26일 | 우음도 살인사건        | 신재형         | 서신혜, 신소희 | 이승영 |
| 8화    | 6월 2일  | 엘레지                 | 이재곤         | 빈칸           | 조록환 |
| 9화    | 6월 9일  | 감염                   | 윤희정         | 빈칸           | 이승영 |
| 10화   | 6월 16일 | 15년                   | 안영수         | 빈칸           | 조록환 |
| 11화   | 6월 23일 | 박민호 납치사건 Part.1 | 이재곤         | 신소희, 윤희정 | 이승영 |
| 12화   | 6월 30일 | 박민호 납치사건 Part.2 | 이재곤         | 신소희, 윤희정 | 이승영 |

## 사운드 트랙

### Part. 1
| #  | 제목              | 작사   | 작곡 | 가수   | 재생 시간 |
| -- | ----------------- | ------ | ---- | ------ | --------- |
| 1. | 〈Chase〉         | 난아진 | 1601 | 난아진 |           |
| 2. | 〈Chase (Inst.)〉 |        | 1601 |        |           |

### Part. 2
| #  | 제목          | 작사 | 작곡 | 가수   | 재생 시간 |
| -- | ------------- | ---- | ---- | ------ | --------- |
| 1. | 〈F〉         | 이경 | 1601 | 다운헬 |           |
| 2. | 〈F (Inst.)〉 |      | 1601 |        |           |